# بازار شهر ری
بازار شهر ری مربوط به اواخر دوره قاجار است و در شهر ری، کنار حرم عبدالعظیم واقع شده و این اثر در تاریخ ۲ اسفند ۱۳۷۶ با شمارهٔ ثبت ۱۹۶۷ به‌عنوان یکی از آثار ملی ایران به ثبت رسیده‌است.
بازار شهرری در زمان صفویه ساخته شده‌است و در زمان قاجاریه به فرمان امیرکبیر بازسازی شده‌است.
بازار ری یکی از بازارهای تاریخی در شهر ری است. این بازار در شمال آرامگاه شاه عبدالعظیم، بازار ری واقع است. بازار ری متشکل از دو راسته بازار است که در محل تلاقی خود تشکیل یک چهار سوق را می‌دهند. این محل از قدیم‌الایام یکی از مراکز فروش ادویه، داروهای سنتی و کالاهای تجاری بود که توسط بازرگانان از طریق جاده ابریشم وارد ری می‌گردید. این بازار دارای ساختاری متشکل از گچ، آجر، خشت و گل و از نظر قدمت متعلق به صفویه (حدود ۵۰۰ سال پیش) است.

## نگارخانه

فروش سوغات شهر ری
ورودی غربی بازار ری
محدوده بازسازی شده بازار ری
عطاری، محل فروش ادویه
فروشگاه مذهبی نزدیک حرم مطهر شاه عبدالعظیم
بازار ری از جنوب به بارگاه عبدالعظیم منتهی می‌شود
ورودی شمالی بازار ری